# Makroskopi
Makroskopi är en fysikalisk term som betyder ungefär "storskalig", "synlig för blotta ögat" eller "enkel att se".
I fysiken avser man med "makroskopisk" de objekt och fenomen som följer den klassiska fysikens lagar snarare än kvantfysiken, och som kan liknas vid ett kontinuum.
Motsatsen till makroskopisk är mikroskopisk, som betyder småskalig, och betecknar de objekt som endast kan ses med stark förstoring.